# Tiếng K’iche’
Tiếng K’iche’ ([kʼiˈtʃeʔ], cũng gọi là Qatzijob'al "tiếng của ta"), hay tiếng Quiché, là một ngôn ngữ Maya tại Guatemala, được nói bởi người K'iche' ở miền cao nguyên trung tâm. Với hơn một triệu người nói (khoảng 7% dân số Guatemala), tiếng K'iche' là ngôn ngữ phổ biến thứ nhì tại đây sau tiếng Tây Ban Nha, ngôn ngữ này cũng hiện diện trong một số cộng đồng người K'iche' ở México. Đa số người nói tiếng K'iche' cũng biết tiếng Tây Ban Nha.
Phương ngữ Trung được sử dụng phổ biến nhất trong truyền thông và giáo dục. Tỉ lệ biết chữ ở người nói tiếng K'iche' không cao, nhưng ngôn ngữ này đang ngày một được giảng dạy phổ biến và được sử dụng trên radio. Tác phẩm nổi tiếng nhất viết bằng tiếng K'iche' cổ điển là Popol Vuh (Popol Wu'uj trong cách viết hiện đại).